# Hat Check Honey
Pour plus de détails, voir Fiche technique et Distribution.
Hat Check Honey est un film américain réalisé par Edward F. Cline, sorti en 1944.

## Fiche technique
- Titre : Hat Check Honey
- Réalisation : Edward F. Cline
- Scénario : Stanley Davis et Maurice Leo
- Photographie : Milton R. Krasner
- Montage : Saul A. Goodkind
- Société de production : Universal Pictures
- Pays de production : États-Unis
- Format : Noir et blanc - 1,37:1
- Genre : Comédie et film musical
- Date de sortie : 1944

## Distribution
- Leon Errol : « Happy » Dan Briggs
- Grace McDonald (en) : Susan Brent
- Walter Catlett : Tim Martel
- Richard Davis : Dan Briggs Jr.
- Ramsay Ames : Mona Mallory
- Milburn Stone : David Courtland
- Lee Bennett : Alan Dane
- Russell Hicks : J. J. Worthington
- Mary Gordon : Jennie
- Freddie Slack : lui-même